# Hartwall

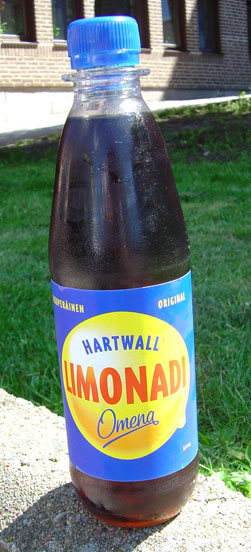
Hartwall Omena Limonadi (La Limonada de Manzana), una gaseosa fabricada por Hartwall.

Hartwall Es una compañía de bebidas establecida en Helsinki, Finlandia. Esta fue fundada en 1836. Su gama de bebidas incluye Jaffa, Pommac y Novelle. La compañía también posee la licencia para fabricar y distribuir productos de PepsiCo: Pepsi, 7up y Mountain Dew en Finlandia. Hartwall alcohólic beverages incluye Upcider sidra, Lapin Kulta cerveza lager, cerveza Karjala y es el productor local de Foster's lager. En 2002 Hartwall fue adquirida por la empresa británica Scottish & Newcastle y, cuando aquella compañía fue comprada en 2008, la marca pasó a manos de Heineken y Carlsberg. La cervecería danesa Royal Unibrew compró Hartwall en 2013.
- Datos: Q1587723
- Multimedia: Hartwall / Q1587723